# Superliga de Turquía 2001-02
La Superliga de Turquía 2001/02 fue la 44.ª temporada del fútbol profesional en Turquía.

## Tabla de posiciones
|                                     |
| Campeón Galatasaray SK 15.to título |

## Goleadores
| Jugador            | Equipo          | Nacionalidad          | Goles |
| ------------------ | --------------- | --------------------- | ----- |
| İlhan Mansız       | Beşiktaş        | Turquía · Alemania    | 21    |
| Arif Erdem         | Galatasaray     | Turquía               | 21    |
| Augustine Ahinful  | Ankaragücü      | Ghana                 | 19    |
| Serhat Akın        | Fenerbahçe      | Turquía · Alemania    | 16    |
| Veysel Cihan       | Denizlispor     | Turquía               | 16    |
| Okan Yılmaz        | Bursaspor       | Turquía               | 14    |
| Ahmed Hassan       | Gençlerbirliği  | Egipto                | 14    |
| Emmanuel Tetteh    | Çaykur Rizespor | Ghana                 | 13    |
| Haim Revivo        | Fenerbahçe      | Israel                | 13    |
| Fatih Tekke        | Gaziantepspor   | Turquía               | 12    |
| Maksim Romáschenko | Gaziantepspor   | Bielorrusia · Ucrania | 12    |
| Ahmet Dursun       | Beşiktaş        | Turquía · Alemania    | 12    |